# Rue Saint-Lazare (Lyon)
Pour les articles homonymes, voir Rue Saint-Lazare.
La rue Saint-Lazare est une voie située dans le 7e arrondissement de Lyon.

## Situation
Elle relie la place Saint-Louis et la rue de la Madeleine à l'avenue Berthelot (proche de la place Jean-Macé).

## Origine du nom
Cette voie serait nommée d'après la maladrerie (léproserie) Saint-Lazare qui était anciennement située à l'angle de la rue du Repos et de la rue de la Madeleine. 

## Histoire
La rue est attestée en 1817 et présente dans un Indicateur de 1827. Elle est aussi appelée rue Lazare.